# Acantholabus furciliatus
Acantholabus furciliatus là một loài tò vò trong họ Ichneumonidae.